# Дюрбе Мехмеда II Герая
Дюрбе́ Мехме́да II Гера́я (Дюрбе Большой Восьмигранник, Дюрбе Трёх ханов; крымскотат. II Mehmed Geray dürbesi) — ханская усыпальница XVI века в районе Эски-Юрт города Бахчисарая, в Крыму. В дюрбе похоронены крымские ханы Мехмед II Герай (1532—1584), Саадет II Герай (около 1550—1587) и Мехмед III Герай (1584—1629) — отец, сын и внук, а также Мурад Герай и Сафа Герай (младшие сыновья Мехмед II Герая).
В Российской Федерации, контролирующей спорную территорию Крыма, является  объектом культурного наследия федерального значения; на Украине, в пределах признанных большинством государств — членов ООН
 границ которой находится спорная территория, — памятником культурного наследия национального значения в реестре названа Гробница «Дюрбе большой восьмигранник».
В настоящее время дюрбе Мехмеда II Герая является одним из охраняемых объектов Бахчисарайского историко-культурного и археологического музея-заповедника.

## История

### Гибель и похороны Мехмеда II Герая
Весной 1584 года османский султан Мурад III низложил Мехмеда II Герая с престола за отказ в помощи в турецко-персидской войне (1578—1590) и заменил его младшим братом, Ислям II Гераем, который до того проживал в турецких владениях. В мае того же года Ислям Герай с при поддержке Осман-паши с османским флотом Килыч Али приплыл в Кефе. Крымский хан Мехмед II не подчинился султану и осадил Кефе, но крымские беи во главе с Али-беем Ширином решили не противиться султанскому указу и перешли на сторону нового хана. Верность Мехмеду сохранили только ногайские мурзы из рода Мансуров.
Свергнутый Мехмед II Герай, лишившись поддержки знати и войска, с сыновьями Саадетом, Мурадом и Сафой, сопровождаемые мансурскими беями, бежал из-под Кефе в Ногайскую орду, чтобы там собрать силы для продолжения борьбы. В погоню за ханом бросились его младшие братья, царевичи Алп Герай, Селямет и Мубарек Гераи с отрядами. В окрестностях Перекопа (Ор-Капы) в Канлыджаке Мехмед Герай был настигнут и убит (задушен) своим братом, калгой Алпом Гераем. Тело покойного крымского хана привезли в Бахчисарай и похоронили в дюрбе в Эски-Юрте.
Любопытно, что все пятеро сыновей Девлета I Герая, занимавшие в различные годы крымский престол, оказались похоронены в разных местах: Мехмед II Герай — в Эски-Юрте, Ислям II Герай — в Ак-Кермане, Селямет I Герай — в Хамушане; а в династическом мавзолее Ханского дворца нашёл последний приют лишь один из них — Газы II Герай, умерший от чумы на Кубани и привезённый траурной процессией в Бахчисарай. Что касается Фетиха I Герая, то место его захоронения в точности неизвестно.

### Гибель и похороны Саадета II Герая и его братьев
Старший сын Мехмеда, Саадет II Герай и его братья Сафа и Мурад Гераи с небольшим количеством сторонников бежали из Крыма в ногайские кочевья. Весной следующего 1585 года Саадет II Герай предпринял второй поход на Крымское ханство. Однако на подступах к Крыму его встретило большое татарское войско под командованием калги Алп Герая, который преследовал его до реки Северный Донец.

После повторной неудачи братья разделились. Саадет II Герай отправился в Кумыкию, Сафа Герай поехал в Черкессию, а Мурад Герай прибыл в Астрахань, где поступил на службу к московскому царю Фёдору Иоанновичу. Братья вступили в переговоры с Русским государством, Мурад Герай весной 1586 года прибыл в Москву, где был с большими почестями принят царём. В сентябре 1586 года царевич Мурад Герай, назначенный астраханским наместником, был отправлен из столицы по Волге в Астрахань. Его братья Саадет и Сафа Гераи получили разрешение кочевать с большими ногаями под Астраханью. Осенью 1586 года Сафа Герай прибыл в Кумыкию, где присоединился к своему старшему брату Саадет II Гераю. Русское правительство от имени Мурад Герая отправило гонцов к обоим царевичам, призывая их прибыть в Астрахань. Саадет II Герай с семьёй прибыл в Астрахань, а его брат Сафа Герай отказался сотрудничать с русским правительством. Осенью 1587 года Саадет Герай скоропостижно скончался в Астрахани.
Полагают, что он был убит по приказанию московского правительства, которому стало известно о тайных переговорах о переходе Астрахани в османское подданство. Похоронен Саадет Герай в фамильном дюрбе. Впоследствии калга Шахин Герай, младший сын Саадет II Герая, прямо заявлял, что его отец был погублен русскими.
Весной 1591 года второй из братьев, который сохранял лояльность московскому правительству и был трижды принят царём, Мурад Герай вместе со своим пасынком и племянником Кумыком Гераем внезапно скончался в Астрахани. Русские летописи обвиняет в их смерти крымцев, подославших к ним людей с отравой. Крымцы со своей стороны обвиняли в том же русское правительство. Похоронен с отцом и братьями.

Несколько позднее его прощёный новым крымским ханом Гази II Гераем третий брат Сафа Герай, на тот момент нурэддин, выступил в поход на Москву, который формально был вызван местью за смерть Мурада. Русские силы удачно противодействовали набегу. После возвращения из похода в Крым в конце 1591 года скончался от болезни и был также похоронен в дюрбе Эски-Юрта.

### Гибель и похороны Мехмеда III Герая
Хан Мехмед III Герай успешно сопротивлялся воле султана, но был во враждебных отношениях с родом Мансуров. Это привело к вооружённому конфликту с беем ногаев Кан-Темиром и осаде хана в крепости Кырк-Ер в 1628 году. Осада была снята ситуативными союзниками хана запорожскими казаками, которые вместе с ханом Мехмедом III и калгой Шахин Гераем затем направились к Кефе, чтобы противостоять очередной попытке султана посадить на престол Джанибека Герая. Кампания закончилась неудачно из-за перехода ряда беев на сторону нового хана. Братья Мехмед III Герай и Шахин Герай бежали в Запорожскую Сечь. В следующем 1629 году во главе армии из своих крымских сторонников и казаков дважды они пытались прорваться в Крым, но не имели успеха. В последнем из этих двух походов Мехмед III Герай погиб от рук украинских казаков за попытку сепаратных переговоров и сдачи Джанибеку Гераю. Погибшего хана доставили в Бахчисарай и похоронили в дюрбе Эски-Юрта.

## Религиозная жизнь
Со времён ханов и вплоть до начала XX века Азиз и его объекты использовались в обрядах ордена дервишей, которые проводились ночью, по четвергам. Духовная жизнь тяготела к азизу Малик-Аштера и к разрушенной в 1955 году мечети мурзы Али Тайганского (1914 год, построена на месте более древней текие-джами Мехмеда IV Герая) рядом с дюрбе Ахмет-бея.
Вот как описывается ночной обряд в рассказе М. М. Коцюбинского «Под минаретами», 1904, части крымско-молдавского цикла писателя:

Сумно, безлюдне в святому місці — Азізі. Пишні «тюрбе» — мавзолеї — самітно сіріють на полі між будяками і грузом, важкі, великі, байдужі, як ті святі та хани, що спочивають під ними. Чорною купою заснув на землі монастир — «теке», а над ним стоїть мінарет, як білий привид. Не сплять лиш цвіркуни і фонтани, та кліпа очима-зорями небо… Дервіші сходились. Кидали слово-два, тихо, пошепки, й мовкли. Дзвінко дзюрчала вода. Високі тополі все шелестіли

## Архитектура
Эски-Юрт предшествовал Бахчисараю как столица Крымского Юрта, поэтому его некрополь Азиз сохранял до первой половины XX века наиболее древние захоронения, возможно даже монгольского эпохи. Это могли быть традиционные могилы в виде плит с двумя стелами (т. н. двурогие), полузаглублённые склепы и, наконец, куполообразные дюрбе. Многие сооружения имели до десятка последовательных захоронений и представляли семейные склепы. Хотя дюрбе могли, строго говоря, строится в любом месте, в ранний период они преимущественно строились в Салачике, потом в Эски-Юрте, а в поздний период (XVII-XVIII века) в некрополе ханского дворца и его непосредственных окрестностях. Как место ханских захоронений Азиз упоминает Эвлия Челеби. Дюрбе Мехмеда II Герая это одно из последних захоронений ханов вне дворца. На момент своей смерти все похороненные в нём ханы были отстранены от власти и боролись за её возвращение с правящими ханами ставленниками османов.
Здание восьмигранное, стены почти двухметровой толщины, восемь арочных ниш, в одной из которых на северо-восточной стороне находится вход, а над ними ряд из восьми арочных окон (в настоящее время частично заложены кладкой), в оригинальном виде имелись забранные в металлические решётки окна с мраморными наличниками. Крупный по меркам крымских аналогов купол поставлен на стрельчатые арки внутри здания. Строению присуща безупречная соразмерность, сдержанный декор, торжественность и монументальность, можно предположить османское влияние. Анализ показывает, что проект дюрбе принадлежит большому мастеру, возможно одному из учеников работавшего в Крыму в Гезлёве Ходжи-Синана, однако письменных источников в настоящее время пока не найдено.

## Музеефикация
После депортации крымских татар в 1944 году и последующего переселения в Крым жителей центральных районов страны территория Азиза была отдана под застройку и все его уникальные захоронения были уничтожены, кроме пяти дюрбе и части надгробий, которые были в 1924 и последующих годах перенесены У. Боданинским на территорию некрополя ханского дворца. Территория святыни (двор разрушенной в 1955 году мечети с уцелевшим  мавзолеем Ахмед-бея) была разделена между гаражом автошколы и пустырём, а пространство вокруг прочих мавзолеев было занято новой жилой застройкой. Дюрбе Азиза использовались как склады сельскохозяйственной продукции и бензина, а в самом мавзолее Мехмеда II Герая была устроена весовая мастерская.
В настоящее время под названием Гробница «Дюрбе большой восьмигранник» является одним из охраняемых объектов Бахчисарайского историко-культурного и археологического музея-заповедника. В 2004 году была проведена реставрация, в ходе которой купол и его карнизы были перекрыты кровельной жестью (оригинальная кровля дюрбе — обычно свинцовая). Мелкие дефекты кладки были закрыты штукатуркой для избежания разрушения кладки от влаги. Объект находится на городской улице Будёного и не имеет отдельной ограды. Внутренний доступ в дюрбе в настоящее время закрыт.